# 207504 Markusovszky
207504 Markusovszky este o planetă minoră (asteroid) din centura de asteroizi. A fost descoperită pe 25 aprilie 2006 la Piszkéstetői Obszervatórium⁠(d) de Krisztián Sárneczky⁠(d) și a fost numită după Markusovszky Lajos⁠(d). 
Obiectul prezintă o orbită caracterizată de o semiaxă mare de 2,5452202225139 UAi, o excentricitate de 0,10957499372824, o înclinație de 4,5113582030413 ° în raport cu ecliptica.